# بي تي
بي تي (بالإنجليزية: BT)‏ (و. 1971 – م) هو دي جي النادي، وملحن، ودي جي، وموسيقي من الولايات المتحدة الأمريكية. ولد في روكفيل، ماريلاند. 

## التعليم
تعلم في كلية باركلي للموسيقى.

## وصلات خارجية
- بي تي على موقع IMDb (الإنجليزية)
- بي تي على موقع ميوزك برينز (الإنجليزية)
- بي تي على موقع ميوزك برينز (الإنجليزية)
- بي تي على موقع أول ميوزيك (الإنجليزية)
- بي تي على موقع أول ميوزيك (الإنجليزية)
- بي تي على موقع ديسكوغز (الإنجليزية)
- بي تي على موقع ديسكوغز (الإنجليزية)
- بي تي على موقع قاعدة بيانات الفيلم (الإنجليزية)